# Cal Tàpias
Cal Tàpias o l'edifici al raval de Jesús, 20  és un edifici del municipi de Reus (Baix Camp) inclòs en l'Inventari del Patrimoni Arquitectònic de Catalunya com a Bé Cultural d'Interès Local.

## Descripció
És un edifici cantoner de planta baixa, dos pisos i terrat. La planta baixa està destinada a comerç i presenta obertures de llinda i tarja amb vidres emplomats de colors. Entre cada buit hi ha motllures i un fris de petites flors. La composició de buits és diferent a les dues façanes: la que dona al raval de Jesús, té un balcó corregut, muntants i llindes de pedra a les obertures de llinda i una ornamentació floral a tots els dintells. Els balcons del segon pis presenten unes cartel·les amb modillons a manera de suport dels balcons. El terrat té un remat de sanefa amb intercalació de medallons, motllures, cartel·les i barbacana. L'altra façana, que dona al carrer de sant Salvador, presenta en conjunt una composició menys acurada i alguna obertura cega. La façana és arrebossada, però a l'alçada de l'últim pis hi ha quatre ratlles, a manera d'ornament, de color vermell en obra vista. La cantonada és arrodonida

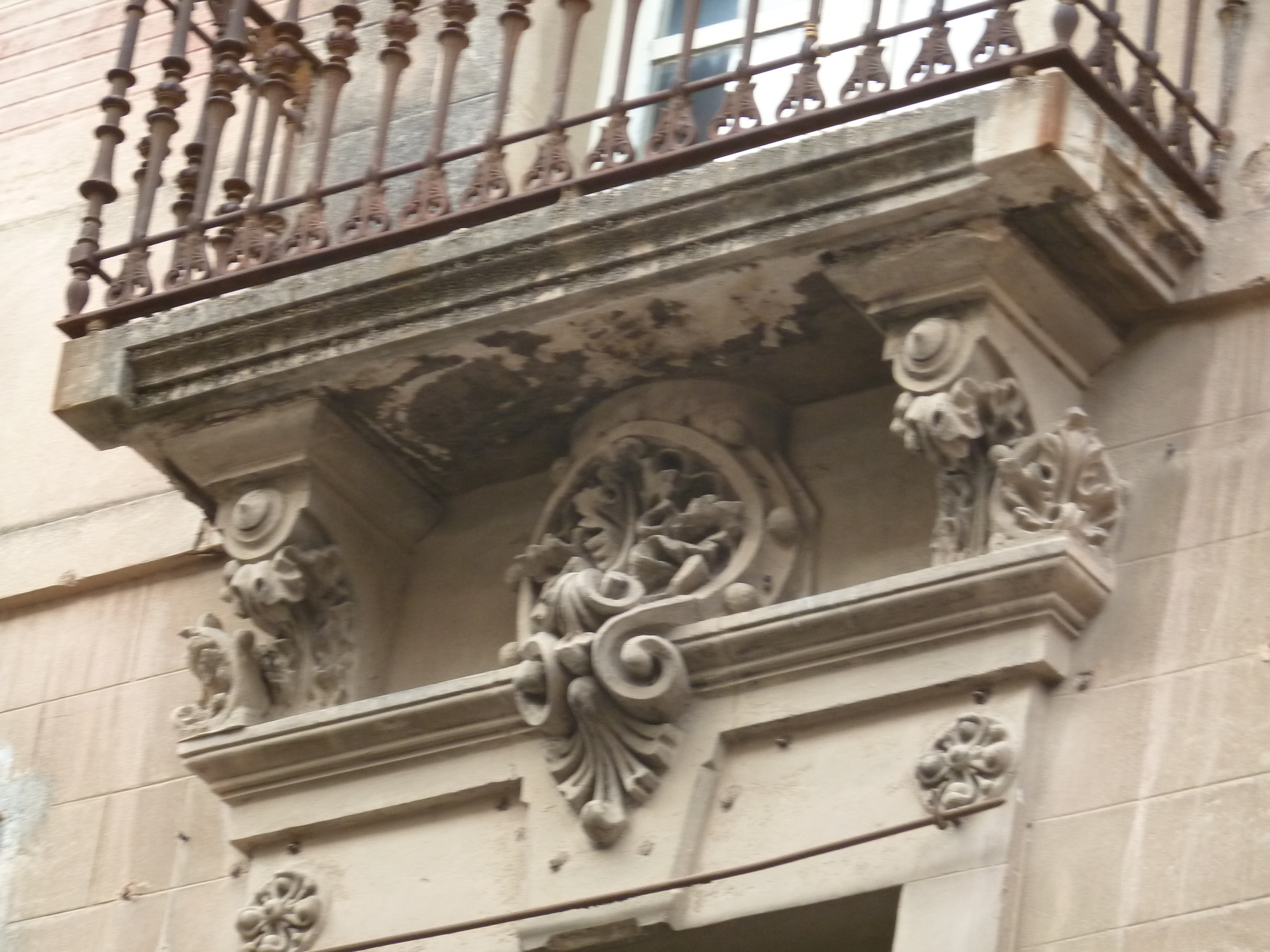
Edifici al raval de Jesús, 20. Detall dels balcons

## Història
Francesc Tàpias va encarregar la casa, de nova planta, després de demolir l'edifici anterior, a Pere Caselles o a Pau Monguió, que signa els plànols, l'any 1895. L'edifici està actualment desocupat(2023), i necessita una rehabilitació.